# Gare de Palinges
La gare de Palinges est une gare ferroviaire, fermée, de la ligne du Coteau à Montchanin. Elle est située, rue de la Gare, sur le territoire de la commune de Palinges dans le département de Saône-et-Loire, région Bourgogne-Franche-Comté en France.
Ouverte en 1867 par la Compagnie des chemins de fer de Paris à Lyon et à la Méditerranée (PLM), elle est fermée en 2010 par la Société nationale des chemins de fer français (SNCF). La gare ouverte la plus proche est celle de Génelard.

## Situation ferroviaire
Établie à 259 mètres d'altitude, la gare de Palinges est située au point kilométrique (PK) 75,585 de la ligne du Coteau à Montchanin entre la gare de Paray-le-Monial (s'intercale la gare fermée de La Gravoine) et celle de Génelard.

## Histoire
La gare de Palinges est mise en service le 16 septembre 1867 par la Compagnie des chemins de fer de Paris à Lyon et à la Méditerranée (PLM), lorsqu'elle ouvre à l'exploitation la deuxième section de Montceau-les-Mines à Digoin, de sa « ligne de Chagny à Moulin ». Elle dispose d'un bâtiment en briques et pan de bois.
En 1882, le bâtiment provisoire de la gare est reconstruit en pierre. En 1883 le PLM réorganise son réseau et la gare fait alors partie de la « ligne de Roanne à Montchanin ».
En 1911, la gare figure dans la Nomenclature des gares stations et haltes du PLM. C'est une gare de la 2e section de la ligne PLM de Roanne à Montchanin, située entre la gare de La Gravoine et la gare de Génelard. Elle peut recevoir des dépêches privées, elle est : « ouverte au service complet de la grande vitesse, à l'exclusion des chevaux chargés dans des wagons écuries s'ouvrant en bout et des voitures à 4 roues, à deux fonds et à deux banquettes dans l'intérieur, omnibus, diligence, etc. » ; et « ouverte au service complet de la petite vitesse, à l'exclusion des Chevaux chargés... ».
En 1929, il est établi une voie de garage dans chaque sens.
Après la création de la Société nationale des chemins de fer français (SNCF) la ligne prend le nom de ligne du Coteau à Montchanin, n°769000,.
Le 31 décembre 2010, la gare, alors très peu fréquentée, ferme au trafic voyageurs.

## Patrimoine ferroviaire
L'ancien bâtiment voyageurs est toujours présent.

### Articles Connexes
- Liste de gares en France
- Ligne du Coteau à Montchanin
- Schéma de la ligne du Coteau à Montchanin